# شيء (فلسفة)

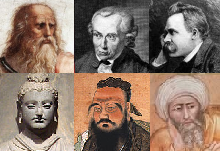

عبارة «شيء» استعملت لتمييزها عن البنايات والمشيدات حيث أنّ الأشياء تكون بالدرجة الأولى فنّيّة في طبيعتها أو تكون صغيرة نسبيا في المقياس وبسيطة البنية. رغم أنّها قد تكون، طبيعية أو مصممة، منقولة، ويتشارك الشيء غالبًا مع تنظيم موقعى محدد أو بيئة خاصة.
الأشياء الصغيرة لا تصمّم لموقع محدد لذا فهى عادة غير جديرة بالتأهل للإدراج في السجل الوطنى للتراث. ويتضمّن هذا أعمال النحت القابلة للنقل، الأثاث، وفنون زخرفية أخرى والتي بخلاف المنحوتات الخارجية الثابتة، لا تملك
تفاعلا مع مكان بعينه.
الأشياء يجب أن تكون في تنظيم بيئى يتناسب مع تميزه التاريخى من حيث الاستعمال، الدور، أو الرمزية والسمة. الأشياء التي يتم نقلها إلى متحف هي غير مناسبة للإدراج في قوائم السجل الوطنى للتراث

## أمثلة للأشياء تتضمن
نافورة، منحوتة، تمثال statuary، علامات حدودية boundary marker، نصب تذكاري، معلم معياري (ميليّ) milepost